# Bagrat I Mukhrani-batoni
Bagrat I fou el primer príncep de Mukhran (Mukhrani-batoni). Va néixer abans de 1488 i era el sisè fill del rei Constantí II de Geòrgia. El seu germà David X de Kartli li va donar el principat en feu el 1512.
El 1539 va fer-se monjo amb el nom de Varnava (Barnabas) i va abdicar el principat en favor del seu fill gran Vakhtang I Mukhrani-batoni.
D'entre els seus fills, a més del successor, cal esmentar:
Ashotani Bagrationi que va morir en una batalla el 1561 i que va deixar una filla, la princesa Kethavan, nascuda el 1565, que fou reina en casar-se amb David I de Kakhètia, i que va morir el 14 de setembre de 1624 a Shiraz, on estava presonera, de les tortures que li van aplicar els perses.
La princesa Dedis-Imédi, nascuda el 1437 que es va fer monja sota el nom de Debra, i que fou l'esposa de Kvarkvare III Djakèli, Atabek de Samtskhé († 1 de setembre del 1500), fill d'Agha Burgha Djakèli, Atabek de Samtskhé. La princesa va morir el 1491.